# Miguel Fleta

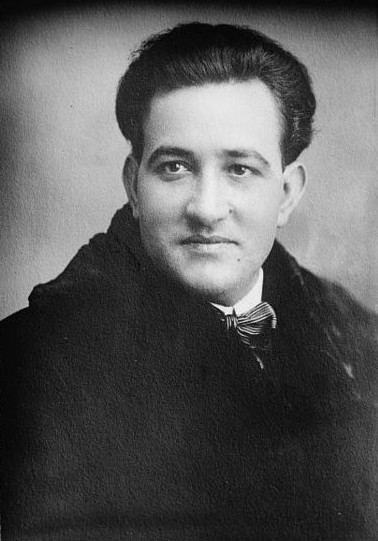
Miguel Fleta

Miguel Fleta (* 1. Dezember 1897 in Albalate de Cinca, Huesca, Spanien; † 28. Mai 1938 in La Coruña, Spanien) war ein spanischer Opernsänger (Tenor). Er gilt trotz einer kurzen Karriere (1919–1937) als einer der besten Tenöre Spaniens im 20. Jahrhundert.

## Leben
Fleta war das 14. Kind von Vicente Burro Gayán und María Fleta Esparragüerri. Seine familiären Umstände waren ärmlich. Als Jugendlicher war Fleta als Jota-Sänger tätig. Sein klassisches Gesangsstudium begann er im Herbst 1917 in Barcelona bei der Gesangslehrerin Luisa Pierrick, die später auch seine Ehefrau wurde.
Er debütierte am 14. Dezember 1919 im Teatro Comunale Giuseppe Verdi in Triest als Paolo Malatesta in der Oper Francesca da Rimini von Riccardo Zandonai unter der Leitung des Komponisten. Es folgten Engagements an wichtigen europäischen und amerikanischen Bühnen (Wien, Rom, Madrid, Buenos Aires).
Nach seinem Debüt an der Metropolitan Opera in New York am 18. November 1923 wurde er zum weltweit gefragten Bühnensänger. Am 25. April 1926 sang Fleta die Rolle des Calaf in der Uraufführung der Oper Turandot von Giacomo Puccini unter der Leitung von Arturo Toscanini an der Scala in Mailand.
Im Jahr 1926 trennte Fleta sich von Luisa Pierrick, mit der er mittlerweile zwei Kinder hatte. 1927 konnte er nach einer Kehlkopfentzündung seine Verpflichtungen an der Metropolitan Opera nicht mehr vertragsgemäß erfüllen. Es folgte ein Zivilprozess gegen ihn vor einem Gericht in Madrid.
Nachdem er sich von der Krankheit erholt hatte, war seine Stimme soweit geschädigt, dass er nicht mehr an seine Erfolge anknüpfen konnte. Fleta ließ sich wieder in Spanien nieder, wo er bis 1937 als Sänger tätig war.
Am 28. Mai 1938 starb Fleta an den Folgen einer Urämie.
Sein Sohn Pierre Fleta (1925–2005) wurde ebenfalls Opernsänger (Tenor).